# Piperidin
Piperidin (systematischer Name nach dem Hantzsch-Widman-System: Azinan) ist eine farblose, nach Spermidin (spermaartig) riechende Flüssigkeit. Nach seiner chemischen Struktur ist es ein ringförmiges sekundäres Amin.

## Geschichte
Piperidin wurde 1819 erstmals von dem dänischen Chemiker Hans Christian Ørsted aus Pfeffer isoliert. 1894 gelang Albert Ladenburg und Scholz die erste Vollsynthese von Piperidin.

## Vorkommen
Piperidin ist Strukturbestandteil der Piperidin-Alkaloide, zu denen etwa das Piperin des Schwarzen Pfeffers (Piper nigrum) oder das Coniin des Gefleckten Schierlings (Conium maculatum) zählen. Doch kommt Piperidin auch in Säugetierorganismen endogen vor. Dass es ein normaler Bestandteil menschlichen Urins ist, stellte von Euler 1944 fest. 1960 wies das Team Honegger Piperidin im Gehirn nach. Bei Gabe von tritiiertem Piperidin wurden die höchsten Konzentrationen im Nucleus caudatus der Basalganglien gefunden. Daraufhin vermutete Abood, dass Piperidin eine endogene psychotrope Substanz sei, die eine regulierende Wirkung auf das Verhalten habe.

## Gewinnung und Darstellung
Durch katalytische Hydrierung von Pyridin (1) erhält man Piperidin (2) quantitativ:
Die elektrochemische Reduktion von Pyridin liefert  ebenfalls Piperidin.

## Eigenschaften
Piperidin ist eine Base (pKs des Piperidiniumions = 11,12). Mit Schwermetall-Salzen bildet es Komplexe.
Piperidin bildet entzündliche Dampf-Luft-Gemische. Mit einem Flammpunkt von 4 °C gilt die Substanz als leicht entflammbar. Der Explosionsbereich liegt zwischen 1,3 Vol.‑% als untere Explosionsgrenze (UEG) und 10,3 Vol.‑% als obere Explosionsgrenze (OEG).

## Pharmakologische Aspekte
Piperidin scheint eine endogene Substanz mit einer regulierenden Wirkung im ZNS zu sein. Besonders interessant ist, dass Piperidin die zentrale und psychotomimetische Wirkung von Piperidylbenzilaten wie beispielsweise JB-336 bei Tieren und Menschen antagonisieren kann. Bei vorheriger Gabe von Piperidin wurde die Wirkung von JB-336 blockiert.    
Aus diesen Erkenntnissen schloss man, dass Piperidin möglicherweise auch als Psychopharmakon zur Behandlung von psychischen Problemen geeignet ist. 1962 wurde die Wirkung von Piperidin in klinischen Studien untersucht. Größere Mengen verabreichtes Piperidin (in Form von Piperidin-Salzen) zeigten eine beruhigende Wirkung bei Angst- und Spannungszuständen sowie eine gewisse antipsychotische Wirkung. Die effektiven Mengen liegen im Bereich von 0,3–3 g (verteilt auf 3–4 Einzelportionen). In Versuchen, bei denen täglich 1–3 g Piperidinhydrochlorid verabreicht wurden, traten keine signifikanten Nebenwirkungen und auch keine Veränderungen bei Blut- und Leberwerten auf. Bei extrem hohen Dosen wurden bei Tieren schwach nicotinische Wirkungen und eine nicht curareartige Muskelrelaxation beobachtet. Piperidin findet heute keine Anwendung in der Human- oder Veterinärmedizin.

## Verwendung
Piperidin wird als Lösungsmittel, Zwischenprodukt bei der Synthese von Pharmazeutika, Pflanzenschutzmitteln und Riechstoffen, als Härter für Epoxidharze, als Katalysator für Kondensationsreaktionen, als Kautschukhilfsmittel und als Reagenz auf Aldehyde, Gold, Cer, Magnesium oder Zirconium eingesetzt.
Da Piperidin zur Herstellung des nicht verkehrsfähigen Betäubungsmittels Phencyclidin verwendet werden kann, wird es in den Anlagen des Grundstoffüberwachungsgesetzes aufgeführt. Handel, Ein-/Ausfuhr und Herstellung ab 500 g sind meldepflichtig.
Sterisch gehinderte Piperidin-Derivate (meist 2,2,6,6-Tetramethylpiperidin-Derivate) dienen als technisch und wirtschaftlich bedeutsame Lichtschutzstabilisatoren für Kunststoffe und werden auch als HALS-Verbindungen bezeichnet (von englisch Hindered Amine Light Stabilizers).